# Гамильшег, Эрнст (филолог-романист)
Эрнст Гамильшег (нем. Ernst Gamillscheg; 28 октября 1887, Нойхаус, Австро-Венгрия — 18 марта 1971, Гёттинген) — немецкий филолог.
В 1909 году защитил в Вене под руководством Вильгельма Мейера-Любке докторскую диссертацию «Романские элементы в немецком диалекте Лузерны» (нем. Die romanischen Elemente in der deutschen Mundart von Lusern), опубликована в 1912 году. Затем стажировался в Париже у Жюля Жильерона и Марио Роке, после чего в 1913 году габилитировался в Вене с диссертацией «Очерки предыстории романского глагольного времени» (нем. Studien zur Vorgeschichte einer romanischen Tempuslehre), переиздана в 1970 году.
Затем служил в армии, был ранен и по возвращении с фронта начал в 1916 году преподавать в Инсбрукском университете, с 1919 года — профессор романской филологии. С 1925 года — в Берлинском университете. Составил этимологический словарь французского языка (нем. Etymologisches Wörterbuch der französischen Sprache; 1926—1929, переработанное издание: 1966—1969). Затем работал над фундаментальным трёхтомным трудом Romania Germanica (1934—1936), посвящённым истории расселения и языковой эволюции германских племён в Римской империи. Интенсивно занимался изучением истории образования румынского языка. В 1940—1944 годах — директор Немецкого научного института в Бухаресте и приглашённый профессор Бухарестского университета. С 1946 года — в Тюбингенском университете. С 1956 года — на пенсии. В 1957—1958 годах опубликовал монографию «Исторический синтаксис французского языка» (нем. Historische französische Syntax).
Действительный член Прусской академии наук (1936), член-корреспондент Баварской академии наук (1938).
Сын — правовед Франц Гамильшег.